# Замок Шанганна
Замок Шанганах (англ. Shanganagh Castle) — один із замків Ірландії, розташований у графстві Дублін, у землі Шанкілл. Замок перебуває в руїнах.

## Історія замку Шанганах
Замок Шанганах побудований у 1408 році аристократичною родиною Лоулесс поблизу маєтку Мілл-лейн. Хоча є версії, що замок Шанганах був побудований ще в ХІІІ столітті. Це встановити нині неможливо — від забудов того часу нічого не лишилося. Кетлін Тернер пише, що замок Шанганах був побудований архієпископом Генрі де Лоундресом як своя резиденція і захист своїх земель і маєтків. У 1480 році за розпорядженням архієпископа Джона Волтона замок був переданий у власність Джона Лоулесса. У 1683 році замок орендував Томас Домвілл. Через 30 років оренда завершилась і там знову поселилась родина Лоулесс. Нащадки баронів Лоулесс володіли замком Шанганах до 1763 році. У 1783 році сталася пожежа і замок Шанганах згорів. Наприкінці XVIII століття на руїнах замку Шанганах був побудований особняк у стилі середньовічного замку. З 1969 по 2002 рік замок Шанганах використовувався як в'язниця для неповнолітніх. Під час закриття в'язниці виникли конфлікти між державою та місцевими жителями з приводу подальшої долі замку. Є повідомлення про те, що в кинутому замку Шанганах бачили привидів і малюнки, які нібито привиди лишали на стінах. Про це повідомляв, зокрема, Берт Доннолі зі Шанкіла. Але потім його посадили в тюрму на 11 місяців за шахрайство, так що наявність привидів у замку Шанганах є сумнівним. Поліція обстежувала кинутий замок Шанганах, але ні привидів, ні їх малюнків не виявила.